# Łukasz Podolski
Łukasz Podolski (Skierniewice, 21 mei 1980) is een Pools voormalig professioneel wielrenner. Het hoogtepunt van zijn carrière behaalde hij in 2006 toen hij het eindklassement van de Ronde van Senegal won door vijf etappes op zijn naam te schrijven.

## Belangrijkste overwinningen
2002
7e etappe Bałtyk-Karkonosze-Tour
2004
Memoriał Romana Siemińskiego
2006
5e etappe Ronde van Mazovië
Proloog, 2e, 3e, 6e en 9e etappe Ronde van Senegal
Eindklassement Ronde van Senegal